# Галинды

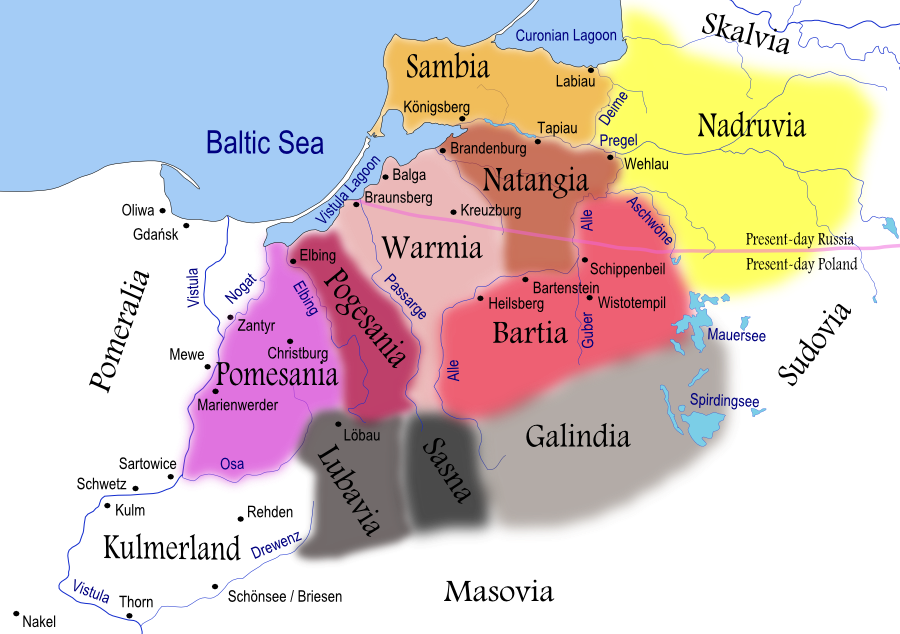
Карта прусских племён в XIII веке; галинды — на юге Пруссии

Галинды (греч. Γαλινδαι, прусск. Galindi) — западно-балтское племя. Этноним связывается с другим балтским племенем голядь, обитавшим в верховьях реки Протвы.

## Этноним и этимология
Этноним галинды (греч. Γαλίνδαι) фиксируется уже в Географии Птолемея (Кн. 3, гл. 5, 21) среди восточноевропейских племён. Позже галинды упоминаются Петром из Дусбурга: он пишет об одной из земель Пруссии — Galindia, а её население называет Galindi.
Лингвистами восстанавливается этноним *galind, который восходит к балтийскому *gal (литовскому galas, латышскому gals) «конец, край». Таким образом этноним галинды, как и голядь (др.-рус. Голѧдь), обозначает «жителей окраины» (в данном случае — окраины балтийского расселения).
Согласно другой точке зрения, учитывающей фольклорные представления о галиндах как великанах, слово «галинд» (прусск. galindis, лит. galìndas) считается родственным с лит. galìngas («сильный, могучий, мощный»):

Память о голяди дожила до двадцатого века в русских народных сказаниях. Есть легенда о могучем великане по имени Голяда, который мог бросить свой топор на тридцать вёрст с вершины своей горы. В другой версии, два брата-Голяды бросали топор друг другу с противоположных холмов.

## История

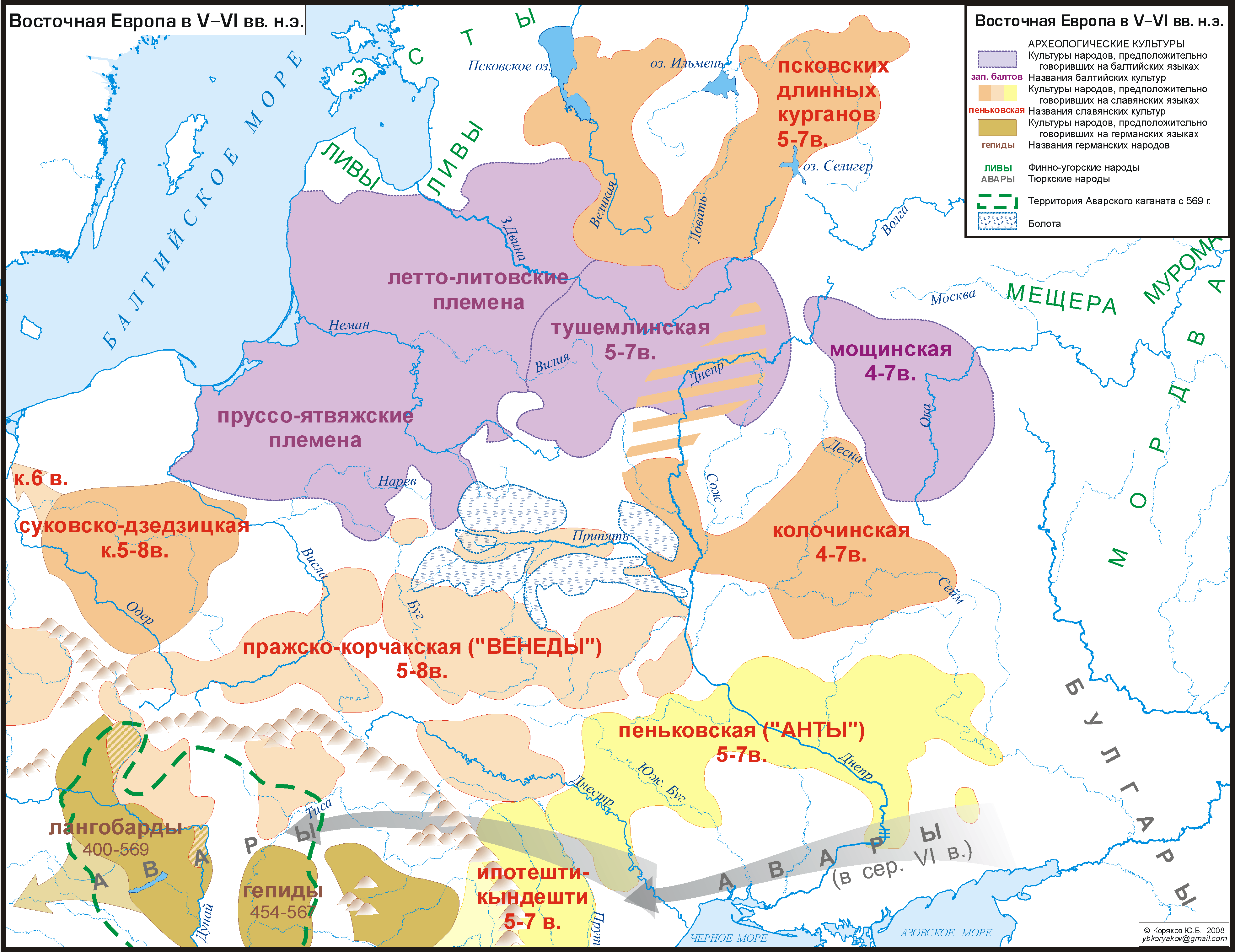
Карта балтийских и славянских археологических культур V—VI веков

Птолемей упоминал галиндов (el: Galindoi — Γαλίνδαι) около 150 года н. э. среди других племён, населявших Прибалтику.
В «Баварском географе» (около 840 года) упомянуто о пяти городах галиндов (Golensizi) где-то в Верхней Силезии.
Павел Диакон, историк германского племени лангобардов, упомянул Галиндию (Golanda) в своей работе Historia Langobardorum (790 год).
В 1326 году хронист Тевтонского ордена Пётр из Дусбурга, описывая на латыни завоёванные орденом земли и племена, упомянул Галиндию (Galindia) вместе с её обитателями галиндами (Galindite), указав, что она расположена где-то в Южной Пруссии, выше находящихся в Польше Мазурских озёр.
Во время великого переселения народов галинды пустились в миграцию по всем направлениям. Часть галиндов присоединилась к готам. Одним из результатов этой миграции стало то, что на Пиренейском полуострове корень galind- встречается среди фамилий и топонимов несравнимо чаще, чем в западной Прибалтике. Например, епископ Пруденций Труасский (846—861) в миру звался Галиндо и был испанским галиндом, иммигрировавшим вместе с готами.